# La Candelaria (Salta)
La Candelaria ist die Hauptstadt des gleichnamigen Departamentos La Candelaria in der Provinz Salta im Nordwesten Argentiniens. In der Klassifizierung der Gemeinden der Provinz gehört sie zu den Gemeinden der 2. Kategorie. 

## Wirtschaft
Neben der Viehwirtschaft sind Bohnen das Hauptanbauprodukt in der Landwirtschaft.

## Feste
- Virgen de la Candelaria (2. Februar), Patronatsfest.